# Рабешко, Александр Григорьевич
Александр Григорьевич Рабешко (30 июня 1935, деревня Белый Берег, Наровлянский район, Мозырский округ, Белорусская ССР — 21 апреля 2006, село Родина, Аркалыкский район, Костанайская область, Казахская ССР) — механизатор Тургайского совхоза-техникума Аркалыкского района Тургайской области, Казахская ССР. Герой Социалистического Труда (1981).

## Биография
Родился в 1935 году в крестьянской семье в деревне Белый Берег (сегодня не существует) Наровлянского района. В 1963 году прибыл в Казахскую ССР для освоения целинных земель. Трудился механизатором в совхозе «Сарыузенский», с 1966 года — механизатором в совхозе «Родина» (позднее — Тургайский совхоз-техникум, упразднён в 1997 году) Аркалыкского района. Член КПСС.
Ежегодно показывал высокие трудовые результаты. Неоднократно занимал передовые места в колхозном и Всесоюзном социалистическом соревновании (1976, 1977, 1978, 1979). За выдающиеся трудовые достижения был награждён в 1972 году Орденом Трудового Красного Знамени и в 1976 год — Орденом Ленина. В 1977 году был удостоен звания победителя Всесоюзного конкурса механизаторов.
Досрочно выполнил плановые задания и личные социалистические обязательства Десятой пятилетки (1976—1980). Указом Президиума Верховного Совета СССР от 19 февраля 1981 года удостоен звания Героя Социалистического Труда за «выдающиеся успехи, достигнутые в выполнении планов и социалистических обязательств по продаже государству в 1980 году миллиарда пудов зерна и перевыполнении планов десятой пятилетки по производству и закупкам хлеба и других сельскохозяйственных продуктов» с вручением ордена Ленина и золотой медали «Серп и Молот» (№ 19504).
В 1973 и 1977 годах участвовал во Всесоюзной выставке ВДНХ.
Трудился механизатором в Тургайском совхозе-техникуме до выхода на пенсию в марте 1995 года. Проживал в селе Родина (сегодня в городских границах Аркалыка). Умер в апреле 2006 года.

## Память
- Его имя внесено в Золотую книгу почёта Казахской ССР (26.05.1981);
- Почётный гражданин города Аркалык (24.12.2001).

## Награды
- Герой Социалистического Труда
- Орден Ленина — дважды (24.12.1976; 1981)
- Медаль «За отвагу» (23.07.1945)
- Орден Трудового Красного Знамени (13.12.1972)
- Серебряная медаль ВДНХ (19.09.1973; 01.08.1977).